# Bóng chuyền tại Đại hội Thể thao châu Á 1978
Nội dung bóng chuyền được thi đấu tại Đại hội Thể thao châu Á 1978 ở Bangkok, Thái Lan.
| Nội dung        | Vàng           | Bạc              | Đồng             |
| --------------- | -------------- | ---------------- | ---------------- |
| Bóng chuyền nam | Hàn Quốc (KOR) | Nhật Bản (JPN)   | Trung Quốc (CHN) |
| Bóng chuyền nữ  | Nhật Bản (JPN) | Trung Quốc (CHN) | Hàn Quốc (KOR)   |